# Томас Пејн
Томас Пејн (енгл. Thomas Paine; Тетфорд, 9. фебруар 1737 — Њујорк, 8. јун 1809) је био амерички писац и револуционар рођен у Британији. Његове идеје одражавале су идеале транснационалних људских права из доба просветитељства. Историчар Сoл К. Падовер описао га је као израђивача корзета по занату, новинара по професији и пропагандисту по склоности“.
Одрастао у породици квекера. У Америку је отишао 1774. и у Рату за независност борио се на страни колониста. Вратио се у Енглеску 1789. али пошто је оптужен за издају побегао је у Француску где је био присталица републиканизма. За време јакобинске диктатуре једва је избегао гиљотину. Пејнов радикализам спојио је приврженост политичкој слободи са снажном вером у суверенитет народа што је инспирисало и либерални републиканизам и социјалистички егалитаризам.
У децембру 1793. је ухапшен и затворен у Паризу, а затим пуштен 1794. Разлог хапшења је његова књига Доба Разума у којој се објашњава Деизам, промовише разложно расуђивање, слободно мишљење и залаже против институционализоване религије, посебно хришћанске доктрине. У Америку се вратио 1802. године. Умро је 8. јуна 1809. у Њујорку. Само шест људи је присуствовало његовој сахрани јер је био изопштен због његовог омаловажавања хришћанства.

## Детињство, младост и образовање
Томас Пејн је рођен 29. јануара 1736 (NS 9. фебруар 1737), син је Џозефа Пејна, закупног паора и израђивача корзета, и Францис (девојачки Кук) Пејн, у Тетфорду, Норфолк, Енглеска. Џозеф је био квекер, а Френцис англиканка. Упркос тврдњама да је Томас променио спеловање свог породичног имена након емиграције у Америку 1774. године, он је користио „Пејн“ 1769. године, док је још увек био у Луису у Сасексу.
Он је похађао је гимназију Тетфорд (1744–1749), у време када није постојало обавезно образовање. Са 13 година био је шегрт код свог оца. Након шегртовања, са 19 година, Пејне се пријавио и кратко служио као корсар, пре него што се вратио у Британију 1759. Тамо је постао главни мајстор за израду намештаја, основавши радњу у Сандвичу у Кенту.
Дана 27. септембра 1759, Пејн је оженио Мери Ламберт. Његов посао се убрзо пропао. Марија је затруднела; и након што су се преселили у Маргејт, она је имала рани порођај, у којем су она и њихово дете умрли.

## Дела
Његова најзначајнија дела су:
- Здрав разум (1777)
- Права човека (1791/92)
- Доба разума (1794)

У делу "Доба разума", Томас Пејн каже:
Ја не верујем у веру коју исповеда јеврејска црква, римска црква, грчка црква, турска црква, протестантска црква, нити било која црква, колико ја знам. Мој ум је моја сопствена црква. Све те институционализоване цркве, ... мени изгледају као људске творевине, измишљене да застраше и поробе човечанство, ако и да монополизују моћ и профит.